# 6357 Glushko
6357 Glushko eller 1976 SK3 är en asteroid i huvudbältet som upptäcktes den 24 september 1976 av den rysk-sovjetiske astronomen Nikolaj Tjernych vid Krims astrofysiska observatorium på Krim. Den har fått sitt namn efter den sovjetiske ingenjören Valentin Glusjko.
Asteroiden har en diameter på ungefär tio kilometer och den tillhör asteroidgruppen Eos.